# Oncicola pomatostomi
Espèce
Synonymes
- Echinorhynchus pomatostomi Johnston & Cleland, 1912 - protonyme
- Oligacanthorhynchus pomatostomi (Johnston & Cleland, 1912)

Oncicola pomatostomi est une espèce d'acanthocéphales de la famille des Oligacanthorhynchidae. C'est un parasite digestif d'oiseaux d'Australie et des Philippines. Il semble qu'il s'agisse dans tous les cas d'hôtes d'attente.

## Historique
Il a été découvert par Johnston et Cleland en 1912.